# Reteporella antennula
Reteporella antennula is een mosdiertjessoort uit de familie van de Phidoloporidae. De wetenschappelijke naam van de soort is voor het eerst geldig gepubliceerd in 1924 door Buchner.